# Can Felip (Sant Joan Despí)
Can Felip és una casa de Sant Joan Despí (Baix Llobregat) que incorpora una torre d'origen medieval declarada bé cultural d'interès nacional.

## La torre

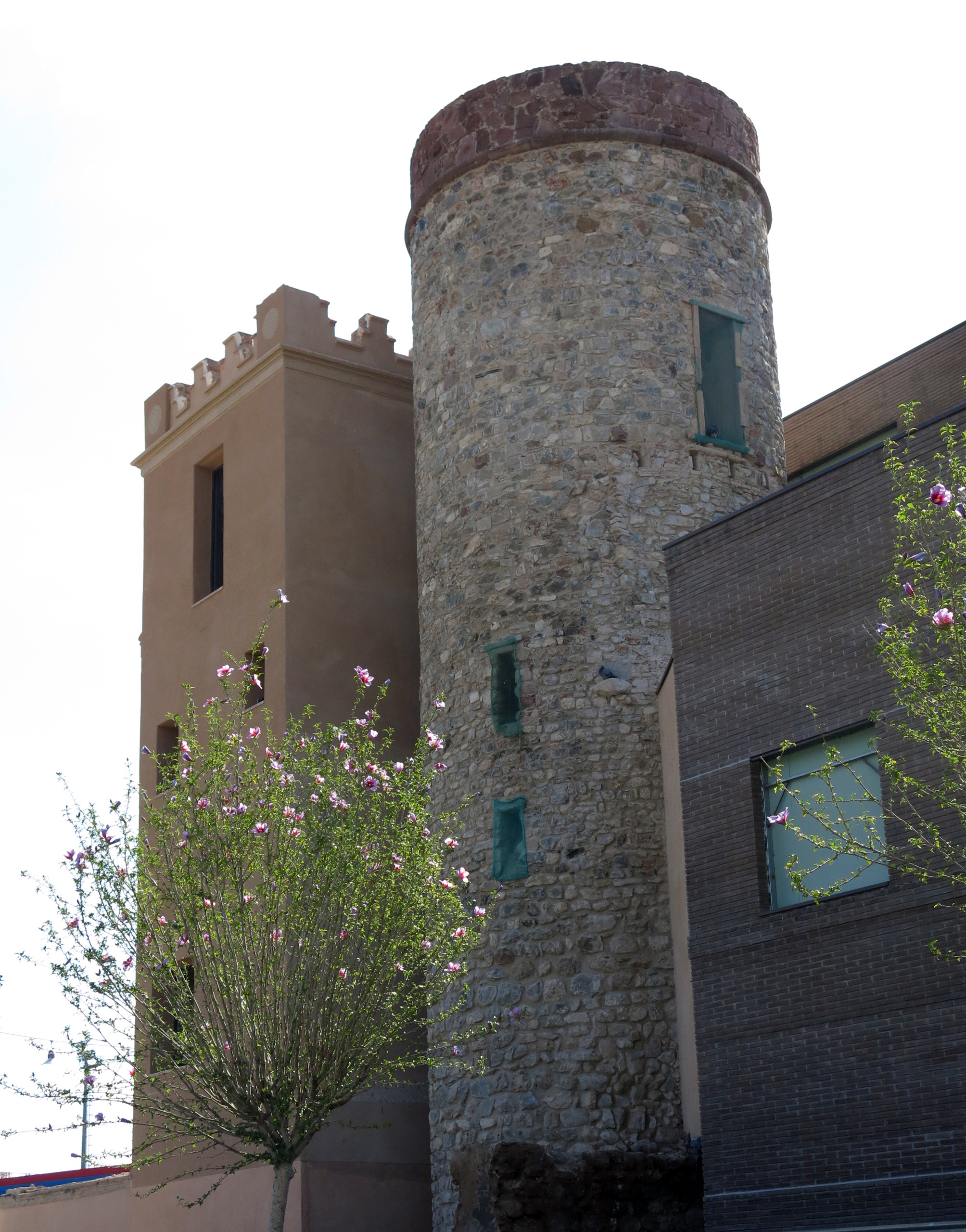
Torre de Can Felip

Es tracta d'una torre de planta circular. La part original fa una alçada de 14,60 m. El diàmetre total de la torre és de 4,70m, mentre que el diàmetre interior és de 2,50 m.
Actualment està dividida en tres pisos que no podem saber si es corresponen amb la distribució original.
La planta baixa, on es troba la finestra espitllerada, és coberta per una volta rebaixada moderna. El primer pis és cobert per una volta semiesfèrica, que no se sap quan fou construïda perquè l'aparell constructiu no es troba al descobert a l'interior. El darrer pis té una finestra espitllerada que s'eixampla cap a l'interior i està coberta per un arc de mig punt adovellat.
L'aparell de la torre és format de filades de pedra de mida petita i mitjana, escairades a martell. Hi ha barreja de materials: llicorella, calcària, pedra sorrenca i llosetes. Les pedres i carreus són principalment a la base de la torre. A la part superior el paredat és més lleuger i homogeni. Es podria datar a inicis del segle xii.
No se sap on se situava la porta original. Se suposa que es trobava en un lloc elevat que s'ha aprofitat per obrir alguna de les portes que connecten amb la casa.
La torre es degué construir entre 1115 i 1134, moments en què ja s'havien produït algunes de les ràtzies almoràvits de principis del segle xii.

## La casa
És un edifici de planta rectangular format per diferents cossos cúbics que li donen aspecte de baluard, i rematat per merlets. A la façana principal, formada per quatre cossos horitzontals, hi destaca, a la part superior, una filera d'arcs lobulats. Hom data la casa de 1610. A la part posterior és on hi hala torre circular del segle xii, coronada també amb merlets. A la primera planta hi ha una petita capella circular amb un enteixinat renaixentista, dues columnetes, dibuixos al voltant de la cúpula i la inscripció "Homus Dei". Al menjador hi ha una vidriera modernista. Les bigues de les sales principals al primer pis són de fusta polida i pintada.

## Història

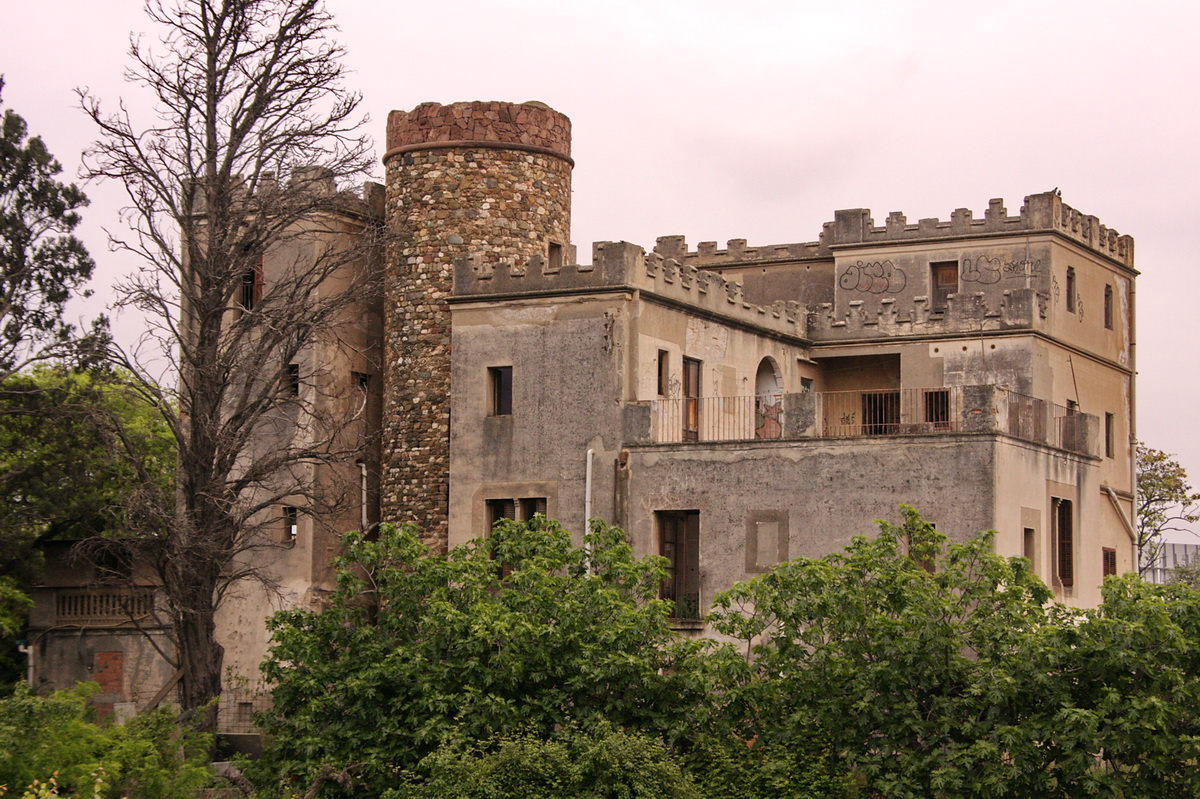
Can Felip abans de la restauració

Malgrat la manca de notícies històriques documentals la torre hi ha dues notícies que s'hi podrien referir. En un document d'una donació de terres de l'any 1134 s'esmenta una torre com a delimitació d'un terreny; es pensa que podria ser aquesta, ja que a Sant Joan Despí no s'ha conservat cap altra torre. L'altra notícia de 1439 fa referència a una venda d'una peça de terra amb una torre fortalesa situada a la parròquia de Sant Joan Despí; es creu que aquesta notícia també hi fa referència
Des de l'any 1972 la casa és ocupada per la comunitat religiosa de la Salle que, en trobar les habitacions del segon pis massa grans, decidiren reduir-les i, per tant, reformaren la que hom suposa estructura original.